# Martin O'Donnell
Martin «Marty» O'Donnell (West Chester, Pensilvania, 1 de mayo de 1955) es un artista, compositor y director estadounidense.
Michael Salvatori ha colaborado con O'Donnell en la mayoría de sus proyectos cinematográficos y bandas sonoras para videojuegos como la serie Myth, Oni; y sin duda alguna su mayor éxito ha sido el talento mostrado en la trilogía Halo.
O'Donnell comenzó su carrera musical escribiendo canciones comerciales para radio y televisión, así como la calificación para la radio y el cine. O'Donnell pasó a componer música de videojuegos, cuando su empresa, TotalAudio, hizo el diseño de sonido en 1997 para el título Riven. Después de producir la música para Myth II, Bungie contrató a O'Donnell para trabajar en sus otros proyectos, incluyendo Oni y el código de proyecto con nombre que se convertiría en Halo: Combat Evolved. O'Donnell pasó a formar parte del equipo de Bungie sólo diez días antes de que el estudio fuese comprado por Microsoft, y ha sido el director de audio de todos los proyectos de Bungie desde entonces.
El valor de O'Donnell en la trilogía Halo se ha llamado icónica, y la liberación comercial de la banda sonora de la música de "Halo 3" se convirtió en la banda sonora de videojuego más vendida de todos los tiempos. Su obra más recientemente publicada es la música para Halo: Reach, lanzada digitalmente el 14 de septiembre de 2010. No participó en la banda sonora de Halo: Combat Evolved Anniversary ni Halo 4 debido a que la saga Halo fue encargada a 343 Industries, y él quedó en Bungie, trabajando con el próximo juego Destiny.
En 2014 fue despedido por Bungie.